# アマレット
アマレット（Amaretto）とは、アーモンドのような香りを持つリキュール。香りがアーモンドに似ているため、原料の中に必ずアーモンドが入っているものと思われがちだが、実際は杏仁（杏仁豆腐等にも使われるアンズの核）を使用しているものが主流。Amarettoとはイタリア語で「すこし苦いもの」という意味。

## ディサローノ・アマレット

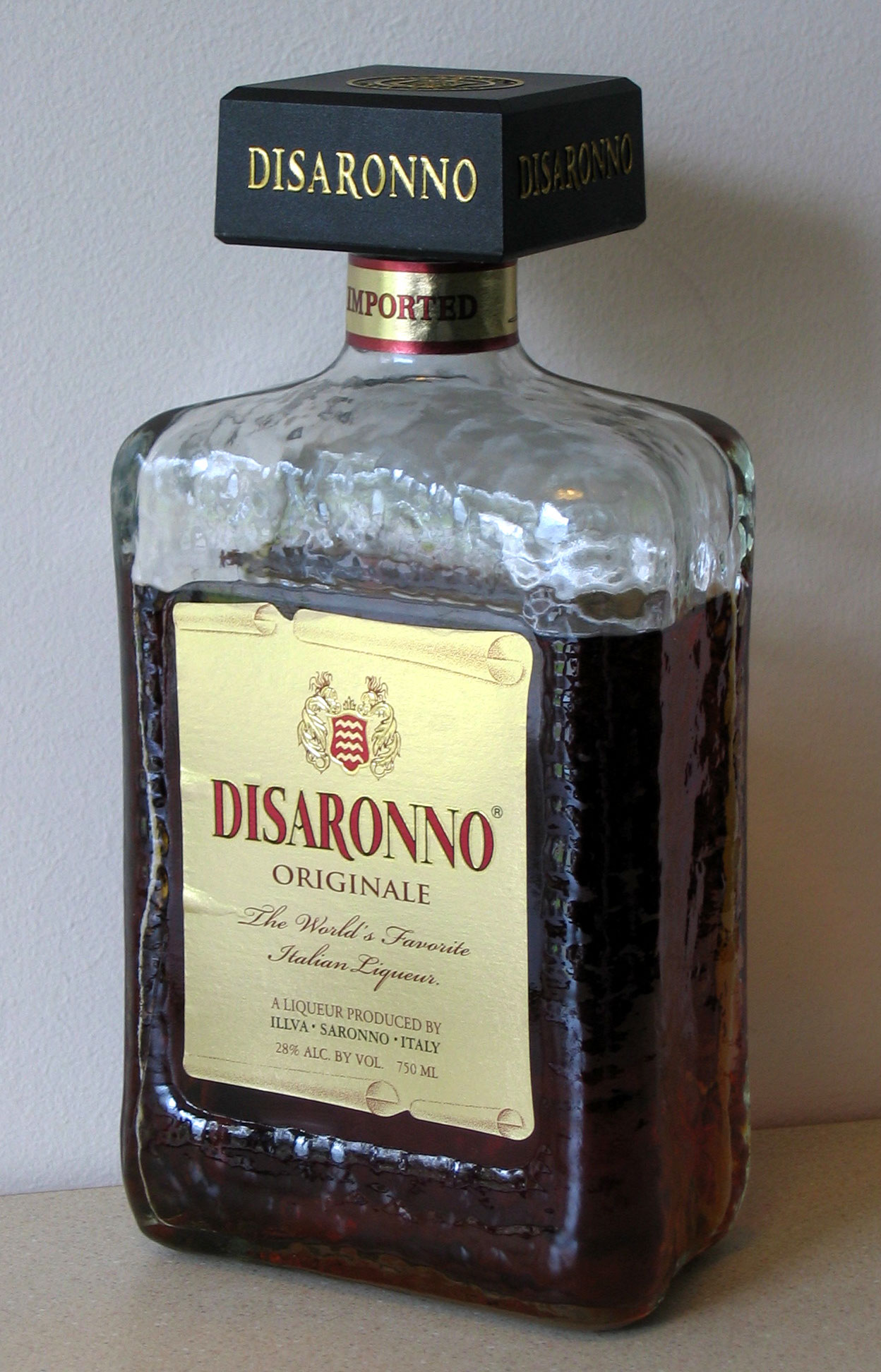
アマレット(開封済み)

アマレットの元祖であり、アマレットの中で最も有名なブランドである、アマレット・ディ・サロンノ(Amaretto Di Saronno) は、アンズの種を原料とし、甘くてほろ苦いアーモンドに似た風味と赤みを帯びた琥珀色が特徴のリキュールである。アルコール度数は28％。エキス分は26％。ミラノ地方の菓子のアマレッティに香りが似ていたことから、このリキュールは「アマレット」と命名されたとも言われる。
したがって、元々は「アマレット」として売られていたが、このリキュールの成功を見た他社が「アマレット」の名で類似品を発売し出したため、1992年に現在の名称に改名した。
1525年に、イタリアの画家ベルナルディーノ・ルイーニが、イタリア・サロンノにあるサンタ・マリア・デレ・グラツィエ教会に、聖母マリアのフレスコ画を描くよう任じられた。このときに絵のモデルとして雇った宿屋の若い女主人と恋におち、この女性がルイーニへの贈り物としてつくったのが、アマレット・ディ・サロンノの原形である。このときから現在まで製造法は変わっていないとされるが、瓶の形状は何度か変更されており、現在のよく知られた四角い瓶はムラーノ出身のガラス職人がデザインしたものである。なお、日本の輸入業者であるサントリーでは「ディサローノ」の表記を用いている。

## その他の銘柄
アマレット・フローリオ（Amaretto Florio）
アルコール度数25度、エキス分29％。
ルクサード・アマレット・ディ・サスキーラ（Luxardo Amaretto di Saschira）
アルコール度数28度、エキス分28％、片仮名ではルクサルド・アマレット・ディ・サスキーラとも表記される。

## アマレットを使ったカクテル
- イタリアン・スクリュー・ドライバー
- オーガズム
- ゴッドファーザー
- ゴッドマザー
- ゴールデン・フレンド
- シシリアン・キッス
- フレンチ・コネクション
- ボッチ・ボール
- ロード・ランナー